# Алексей Кумани
Алексей Михайлович Кумани е руски дипломат с ранг на статски съветник, дипломатически агент и генерален консул на Русия в Княжество България през 1880 – 1881 година.
По време на борбите на българите за църковна независимост служи като преводач в руското посолство в Цариград. Преди назначаването му в София работи и в международната комисия за Суецкия канал и в посолството в Париж.
Като дипломатически агент в Княжество България Кумани поддържа близки отношения с управляващите либерали, работейки срещу засилването на австро-унгарското влияние в страната и лобирайки (без успех) за превръщане на БНБ в акционерно дружество с руски капитали и за построяване на железопътна линия между София и Дунав. В рапортите си до руското външно министерство защитава конституционния ред в България срещу постъпките на княз Александър Батенберг за суспендиране на Търновската конституция. Отзован е от София в навечерието на държавния преврат, с който е наложен Режимът на пълномощията.
След мисията си в България Кумани служи като генерален консул в Кадис, а след това в Марсилия. От 1886 до 1890 е посланик на Русия в Китай.